# محطة عمل صوتيات رقمية

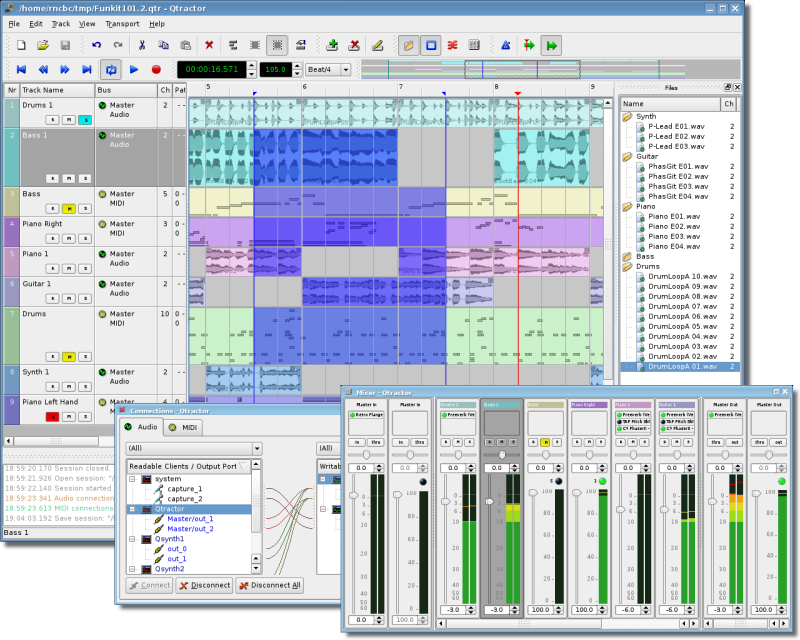
لقطة لبرنامج Qtractor أحد أمثلة محطات عمل الصوتيات الرقمية المعتمدة على الحاسوب

محطة عمل الصوتيات الرقمية (بالإنجليزية Digital Audio Workstation وتختصر DAW) هي نظام إلكتروني مصمم لتسجيل وتحرير وتشغيل الصوتيات الرقمية. كانت محطات عمل الصوتيات الرقمية في الأصل أنظمة معتمدة على معالجات صغرية ولا يستخدم فيها الأشرطة الممغنطة مثل Synclavier وFairlight CMI. وحديثا أصبح المصطلح يطلق على برمجيات تعمل على الحاسبات المزودة بالعتاد اللازم للتعامل مع الصوت.

## التكاملية
محطة عمل الصوتيات الرقمية المتكاملة Integrated DAW تتكون من لوحة مزج الصوت، سطح التحكم، محول صوت، ومخزن بيانات في جهاز واحد متكامل. وقد كان لهذا النوع شعبية وانتشار قبل أن تتطور أجهزة الحواسيب الشخصية لتصبح قادرة بما يكفي على تشغيل برمجيات محطات عمل الصوتيات الرقمية. مع ارتفاع إمكانات الحواسيب وانخفاض أسعارها، فقدت الأنظمة المتكاملة ذات إمكانات الأتمتة وذات التكلفة العالية شعبيتها.

## البرمجيات

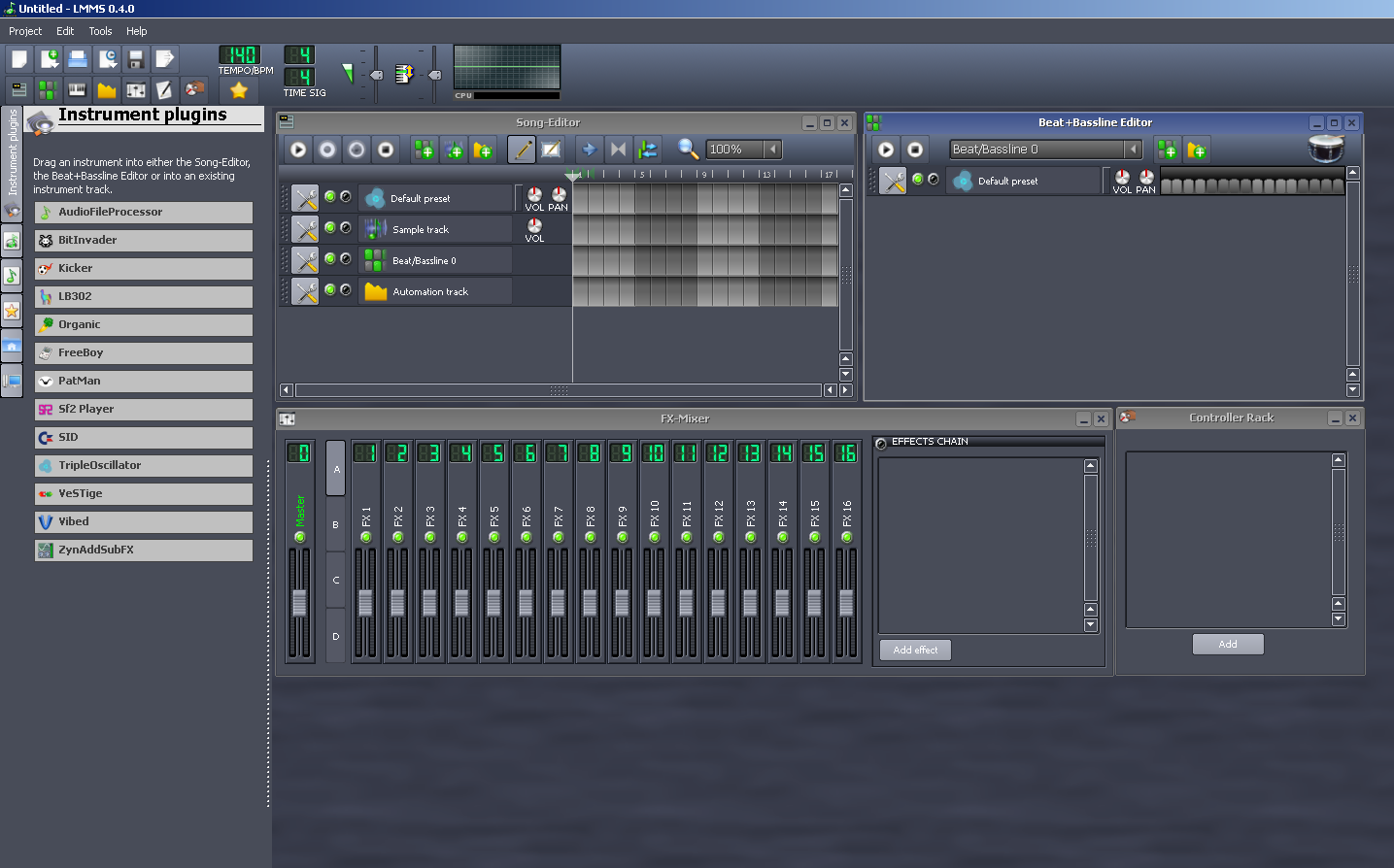
لقطة لبرنامج Linux MultiMedia Studio أحد أمثلة محطات عمل الصوتيات الرقمية مفتوحة المصدر

محطات عمل الصوتيات الرقمية المعتمدة على الحواسيب لها أربعة مكونات رئيسية: جهاز حاسوب، محول صوت (يسمى أيضا بطاقة صوت، واجهة صوت ..إلخ)، برنامج لتحرير الصوتيات الرقمية، وعلى الأقل جهاز إدخال واحد لإضافة أو تعديل بيانات النوتة الموسيقية (وقد يكون ببساطة الفأرة، وبتعقيد لوحة مفاتيح تحكم ميدي أو لوحة مزج أصوات.إلخ).
يعمل الحاسوب كمضيف لبطاقة الصوت والبرمجيات، ويوفر إمكانيات المعالجة اللازمة لتحرير الصوت. أما بطاقة الصوت أو واجهة الصوت الخارجية فتكون وظيفتها تحويل إشارات الصوت التناظرية إلى الشكل الرقمي، وعند التشغيل تحول الصوت الرقمي إلى تناظري؛ كما قد يساعد أيضا في معالجة الصوت. تتحكم البرمجيات في كافة المكونات المادية المتعلقة، كما توفر واجهة الاستخدام التي يمكن من خلالها التسجيل والتحرير والتشغيل.
أغلب محطات عمل الصوتيات الرقمية المعتمدة على الحواسيب تتمتع بإمكانيات موسعة لتسجيل وتحرير وتشغيل MIDI، بل إن بعضها لديها مزايا محدودة للتعامل مع الفيديو.
يوجد أيضا محطات عمل صوتيات رقمية بسيطة معتمدة على الهواتف الذكية، ويطلق عليها محطات عمل صوت محمولة Mobile Audio Workstation أو MAW وهي تستخدم على سبيل المثال بواسطة الصحفيين للتسجيل والتحرير في أماكن عملهم.

## الإمكانات المشتركة
كغيرها من النظم البرمجية، يمكن أن تصمم محطات عمل الصوتيات الرقمية بأي واجهة استخدام، ولكنها عادة ما تستخدم أسلوبا شبيها بمسجلات الأشرطة متعددة المسارات، مما يجعل من السهل على مهندسي التسجيلات الصوتية والموسيقيين ممن ألفوا التعامل مع مسجلات الأشرطة أن يألفوا التعامل مع النظم البرمجية الجديدة. ولهذا فإن محطات عمل الصوتيات الرقمية المبنية على الحواسيب عادة ما يكون لها تصميم قياسي يتضمن التحكم في التنقل (التشغيل، الرجوع للخلف، والتسجيل ..إلخ) والتحكم في المسارات الصوتية ومازج للصوت وعارض لشكل الموجة. في محطات عمل الصوتيات الرقمية المفردة المسار، يعرض صوت واحد فقط (سواء مفرد Mono أو مزدوج ستريوفوني) في المرة الواحدة.
أما وحدات عمل الصوتيات الرقمية المتعددة المسارات فهي تدعم تنفيذ العمليات على مسارات متعددة في المرة الواحدة. وكما هو الحال في لوحات المزج، يكون لكل مسار أدوات تحكم تسمح للمستخدم بتعديل حجم الصوت الإجمالي وموازنة الصوت المزدوج للصوت الخاص بكل مسار. في استوديوهات التسجيل التقليدية قد تضاف أي معالجة إضافية بتركيبها في مسار إخراج الإشارة الصوتية، وفي حالة وحدات عمل الصوتيات الرقمية فإنه قد تستخدم ملحقات برمجية إضافية لمعالجة الصوت على مسار صوتي معين.
باستطاعة وحدات عمل الصوتيات الرقمية أداء نفس الوظائف التي تؤديها الاستوديوهات التقليدية المعتمدة على الأشرطة الممغنطة، وفي السنوات الأخيرة قد حلت محلها بشكل كامل تقريبا. قد تشتمل استوديوهات التسجيلات الحديثة المتقدمة على عدة أنواع من محطات عمل الصوتيات الرقمية، وليس من الغريب الآن للموسيقيين ومهندسي الصوتيات أن يتنقلوا وبصحبتهم محطات عمل صوتيات رقمية على حاسبات محمولة. وذلك على الرغم من محدودية العمل المتبادل بين الأنواع المختلفة من محطات عمل الصوتيات الرقمية.
ربما تكون أهم الميزات الموجودة في محطات عمل الصوتيات الرقمية ولا توجد في الأجهزة التناظرية التقليدية هي إمكانية التراجع عن الإجراءات السابقة، مما يجعل من السهل تجنب مسح التسجيلات أو التسجيل عليها عن غير قصد فيمكن من خلال التراجع استعادة البيانات التي تعرضت للتغيير إلى حالتها السابقة. وكذلك فإن أوامر النسخ واللصق والقص وغيرها من الأوامر المعتادة في البرامج الأخرى تكون عادة متاحة في برامج محطات عمل الصوتيات الرقمية بشكل أو بآخر.

## أمثلة لبرمجيات تجارية
- Ableton Live
- ACID Pro
- Adobe Audition
- AMS Neve Audiofile SCX
- Cakewalk SONAR
- Chaotic Daw
- Cubase
- Dub Turbo
- Digital Performer
- Energy XT
- أف إل ستوديو
- جراح باند
- لوجيك برو  [لغات أخرى]‏
- MadTracker
- MAGIX Samplitude
- MAGIX Sequoia
- Mixcraft
- Monkey Tools
- MU.LAB (يتوافر نسخة مجانية)
- MultitrackStudio
- n-Track Studio
- Orion Platinum
- PreSonus Studio One
- برو تولز
- Pyramix
- REAPER
- Record
- Renoise
- Reason (Software)
- SAWStudio
- Soundtrack Pro
- كيوبيز
- Steinberg Nuendo
- Tracktion
- مصنع
- Zynewave Podium (يتوافر نسخة مجانية)
- Z-Maestro

## أمثلة لبرمجيات مجانية أو مفتوحة المصدر
- audacity
- Ardour
- LMMS
- MusE
- Qtractor
- Rosegarden
- Traverso DAW